# Porites lobata
Porites lobata är en korallart som beskrevs av James Dwight Dana 1846. Porites lobata ingår i släktet Porites och familjen Poritidae. IUCN kategoriserar arten globalt som nära hotad. Inga underarter finns listade i Catalogue of Life.

## Bildgalleri

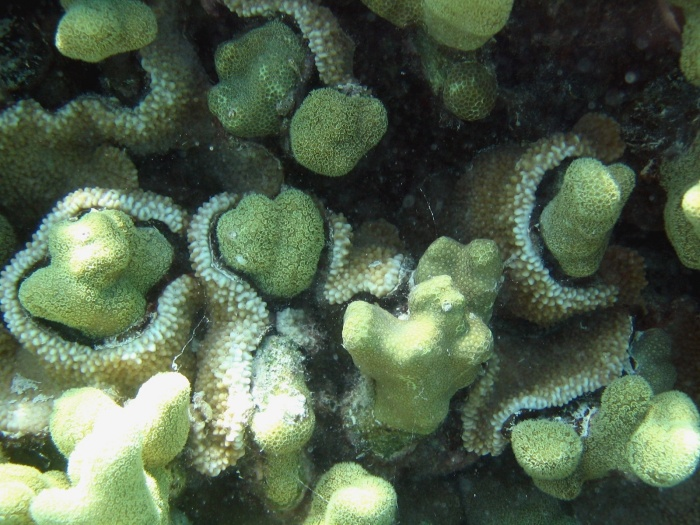